# Scheloribates
Scheloribates är ett släkte av kvalster som beskrevs av Berlese 1908. Scheloribates ingår i familjen Scheloribatidae.

## Dottertaxa tillScheloribates, i alfabetisk ordning[1][2]
- Scheloribates abraensis
- Scheloribates acutirostris
- Scheloribates aequalis
- Scheloribates aethiopicus
- Scheloribates agilis
- Scheloribates agricolus
- Scheloribates alexandrinae
- Scheloribates angulatus
- Scheloribates anzacensis
- Scheloribates artigasi
- Scheloribates ascendens
- Scheloribates atahualpensis
- Scheloribates azovicus
- Scheloribates badius
- Scheloribates baloghi
- Scheloribates barbatulus
- Scheloribates bhadurii
- Scheloribates bhutanensis
- Scheloribates biarcualis
- Scheloribates bicornis
- Scheloribates bicuspidatus
- Scheloribates bidactylus
- Scheloribates bilineatus
- Scheloribates biunguis
- Scheloribates brachypterus
- Scheloribates brasilocompressus
- Scheloribates brasilosphericus
- Scheloribates brevipodus
- Scheloribates bunaensis
- Scheloribates callipus
- Scheloribates camtschaticus
- Scheloribates caprai
- Scheloribates carneus
- Scheloribates castlei
- Scheloribates chauhani
- Scheloribates clavilanceolatus
- Scheloribates clavipectinatus
- Scheloribates concentricus
- Scheloribates confundatus
- Scheloribates confusia
- Scheloribates conirostris
- Scheloribates corpusculum
- Scheloribates crassipodus
- Scheloribates crassus
- Scheloribates crimicus
- Scheloribates cruciseta
- Scheloribates curvialatus
- Scheloribates cuyi
- Scheloribates dalawaeus
- Scheloribates danaus
- Scheloribates decarinatus
- Scheloribates dentatus
- Scheloribates diforamenatus
- Scheloribates dimentmani
- Scheloribates discifer
- Scheloribates distinctus
- Scheloribates diversidactylus
- Scheloribates elegans
- Scheloribates elegantulus
- Scheloribates elongatus
- Scheloribates elsi
- Scheloribates eusetosus
- Scheloribates exiguus
- Scheloribates feideri
- Scheloribates femoralis
- Scheloribates femoratus
- Scheloribates femoroserratus
- Scheloribates fijiensis
- Scheloribates fimbriatoides
- Scheloribates fimbriatus
- Scheloribates flagellatus
- Scheloribates fuscosensillus
- Scheloribates giganteus
- Scheloribates gilvulus
- Scheloribates grandiporosus
- Scheloribates grandis
- Scheloribates guhitanus
- Scheloribates gunini
- Scheloribates helenensis
- Scheloribates heterodactylus
- Scheloribates heterosetosus
- Scheloribates heterotrichus
- Scheloribates huancayensis
- Scheloribates humeratus
- Scheloribates imperfectus
- Scheloribates indicus
- Scheloribates iteratus
- Scheloribates jucundior
- Scheloribates kraepelini
- Scheloribates labyrinthicus
- Scheloribates laevigatus
- Scheloribates laminatus
- Scheloribates latoincisus
- Scheloribates leleupi
- Scheloribates lencoranicus
- Scheloribates longiporosus
- Scheloribates longisetosus
- Scheloribates longus
- Scheloribates louwi
- Scheloribates lucasiformis
- Scheloribates luchili
- Scheloribates luciensis
- Scheloribates luteomarginatus
- Scheloribates maculatus
- Scheloribates magnus
- Scheloribates manoai
- Scheloribates maoriensis
- Scheloribates marginedentatus
- Scheloribates matulisus
- Scheloribates megalonyx
- Scheloribates milleri
- Scheloribates minifimbriatus
- Scheloribates mochlosimilaris
- Scheloribates moestus
- Scheloribates muiri
- Scheloribates muiricius
- Scheloribates multiiteratus
- Scheloribates multirepetitus
- Scheloribates mumfordi
- Scheloribates nanus
- Scheloribates neonominatus
- Scheloribates nigeriocompressus
- Scheloribates nigeriosphericus
- Scheloribates nudus
- Scheloribates oahuensis
- Scheloribates obesus
- Scheloribates obsessus
- Scheloribates obtusus
- Scheloribates orixaensis
- Scheloribates ornatus
- Scheloribates oryzae
- Scheloribates pacificus
- Scheloribates pahabaeus
- Scheloribates pajaki
- Scheloribates palawanus
- Scheloribates pallidulus
- Scheloribates papillaris
- Scheloribates parabilis
- Scheloribates parabrevipodus
- Scheloribates parananus
- Scheloribates parvulus
- Scheloribates parvus
- Scheloribates pauliensis
- Scheloribates peracutus
- Scheloribates perforatus
- Scheloribates perisi
- Scheloribates philippinensis
- Scheloribates pilosus
- Scheloribates polygonatus
- Scheloribates ponticuliger
- Scheloribates ponticus
- Scheloribates praeincisus
- Scheloribates praelineatus
- Scheloribates praeoccupatissimus
- Scheloribates praeoccupatus
- Scheloribates praestantissimus
- Scheloribates primoricus
- Scheloribates pseudomochlosimilaris
- Scheloribates pseudoprincipalis
- Scheloribates pubescens
- Scheloribates quintus
- Scheloribates rakhali
- Scheloribates rectus
- Scheloribates repetitivus
- Scheloribates repetitus
- Scheloribates rigidisetosus
- Scheloribates riyadhiensis
- Scheloribates robustus
- Scheloribates rostrodentatus
- Scheloribates rostropilosus
- Scheloribates rotundatus
- Scheloribates rufafulvus
- Scheloribates rugiceps
- Scheloribates rugosus
- Scheloribates sacsahuamanensis
- Scheloribates saswatii
- Scheloribates saudicus
- Scheloribates saudiensis
- Scheloribates saxicola
- Scheloribates schauenbergi
- Scheloribates semidesertus
- Scheloribates sergienkoae
- Scheloribates sikkimensis
- Scheloribates simplex
- Scheloribates sine
- Scheloribates sphaeroides
- Scheloribates spirulatus
- Scheloribates striatus
- Scheloribates striolatus
- Scheloribates teldanicus
- Scheloribates thermophilus
- Scheloribates translamellaris
- Scheloribates transplicatus
- Scheloribates tricarinatus
- Scheloribates tuberculatus
- Scheloribates tubuaiensis
- Scheloribates turcmensis
- Scheloribates uluguruensis
- Scheloribates unisetosus
- Scheloribates urenicus
- Scheloribates vanzwaluwenburgi
- Scheloribates variabilis
- Scheloribates viguerasis
- Scheloribates willmanni
- Scheloribates volcanensis
- Scheloribates vulgaris
- Scheloribates xylobatoides
- Scheloribates yezoensis
- Scheloribates yorubaensis
- Scheloribates zealandicus